# Dermophis oaxacae
Dermophis oaxacae är en groddjursart som först beskrevs av Mertens 1930.  Dermophis oaxacae ingår i släktet Dermophis och familjen Caeciliidae. IUCN kategoriserar arten globalt som otillräckligt studerad. Inga underarter finns listade i Catalogue of Life.